# Бакли, Уильям Фрэнк (младший)
Уильям Фрэнк Бакли — младший (англ. William Frank Buckley Jr., 24 ноября 1925 — 27 февраля 2008) — американский писатель и политический обозреватель, основатель правоконсервативного журнала National Review. Считается наиболее влиятельным американским журналистом XX века ().

## Биография
Уильям Бакли родился в 1925 году в Нью-Йорке. В 1950 году окончил Йельский университет, после чего начал работать в ЦРУ. Тогда же он начал писать книги: в 1951 году вышла его первая работа, озаглавленная как God and Man at Yale, в которой автор выступил с критикой Йельского университета.
В 1955 году Бакли основал политический журнал National Review, сочетавший в себе традиционный консерватизм и либертарианство. Бакли работал главным редактором журнала вплоть до 1990 года; широкую известность он получил благодаря своим политическим очеркам.
В 1965 году он выставил свою кандидатуру на пост мэра Нью-Йорка, однако по итогам выборов занял лишь третье место, набрав 13,4 % голосов. С 1966 по 1999 год Бакли вёл телевизионное шоу Firing Line, где регулярно демонстрировал свою эрудированность и глубокое понимание обсуждаемых с гостями вопросов.
Является отцом известного американского писателя Кристофера Бакли (который был главным спичрайтером Джорджа Буша-старшего)
Скончался Уильям Бакли 27 февраля 2008 года в своём доме в Стэмфорде в возрасте 82 лет.

## Достижения
Свой первый бестселлер написал в 25 лет. За 57 лет написал более 50 книг, включая 20 романов. В возрасте 29 лет основал журнал National Review. Считается наиболее влиятельным американским журналистом XX века.